# Systems on Silicon Manufacturing
Sistemas en Silicon Manufacturing Company Pte. Limitado. (más comúnmente conocido como SSMC ) es una compañía de fabricación de semiconductores de Singapur ubicada en Pasir Ris Wafer Fab Park . Fue incorporado en 1999 y es una empresa conjunta entre NXP Semiconductors (hasta 2006 Philips ) y TSMC . Fundada por Philips y EDB Investments, la planta se completó en 2000.

## Historia
Fundada en diciembre de 1998, la compañía es una empresa conjunta entre NXP Semiconductors (hasta la división de semiconductores de Philips de 2006) y TSMC . Las tecnologías clave en las que la organización se especializa van desde 0.25 micras a 0.14 micras que admiten lógica, memoria flash incorporada, señal mixta y aplicaciones de RF. Además de la fabricación, la compañía también ofrece asesoramiento comercial y servicios de soporte al proceso comercial del cliente. 
En 2006, tanto NXP como TSMC aumentaron sus acciones en la compañía a 61.2% y 38.8% respectivamente al comprar acciones de EDB Investments.
La compañía ha estado actualizando frecuentemente sus capacidades de fabricación y productos que están influenciados por los ciclos de demanda de la industria de semiconductores. En 2007, la compañía estableció un centro de Investigación y Desarrollo para desarrollar procesos especializados de fabricación, automotriz, comunicación de campo cercano y mercados de RF. En 2010, SSMC cambió su enfoque de producir chips para dispositivos como teléfonos inteligentes y computadoras portátiles, a chips semiconductores de señal mixta de alto rendimiento (HPMS), que se utilizan principalmente en pasaportes biométricos, para admitir aplicaciones tecnológicas destinadas a resolver los desafíos cotidianos.

## Instalaciones
Construido a un costo de 2 mil millones usd, el área bruta de la planta es de aproximadamente 90 000 metros cuadrados (968 752,4 ft²)     La construcción de la planta comenzó en 2000 y se completó en 2001, con una producción de 30,000 obleas por mes. Las instalaciones de fabricación se actualizan constantemente para satisfacer las demandas del mercado y en 2010, su capacidad de producción mensual aumentó a 53,000 obleas.
- Dispositivo de semiconductor fabrication
- Lista de Semiconductor Fabrication Plantas
- Lista de compañías de Singapur

1. ↑  «SSMC Sustainability Report 2007». SSMC. 2007. Consultado el 22 de octubre de 2015.
2. ↑  «SSMC is Singapore Quality Award Winner in 2005». SSMC. 2005. Consultado el 22 de octubre de 2015.
3. ↑  «NXP Semiconductors raises stake in SSMC to more than 60 percent». NXP. 16 de noviembre de 2006. Consultado el 22 de octubre de 2015.
4. ↑  «NXP raises stake in SSMC». EET Asia. 20 de noviembre de 2006. Consultado el 22 de octubre de 2015.
5. ↑  «SSMC Process Development Final». November 2006. Consultado el 22 de octubre de 2015.
6. ↑  «SSMC focuses future growth on 'specialty wafers'». ZDNet. 24 de marzo de 2010. Consultado el 22 de octubre de 2015.
7. 1 2  «SSMC Announces US$30 Million Investment to Mark its 10th Anniversary in Singapore». SSMC. 24 de marzo de 2010. Consultado el 22 de octubre de 2015.
8. ↑  «SSMC 200/300mm CMOS Fabs, Singapore». Semiconductor Technology. Archivado desde el original el 31 de agosto de 2017. Consultado el 22 de octubre de 2015.

- Sitio web oficial Archivado el 2 de febrero de 2020 en Wayback Machine.

- Datos: Q2377175